# Friedrich Wilhelm von Podewils
Friedrich Wilhelm von Podewils (* 1723 in Schnatow; † 11. September 1784 in Bad Landeck) war ein preußischer Offizier, zuletzt Generalmajor und Chef des Kürassierregiment Nr. 9.

## Leben
Friedrich Wilhelm entstammte dem namhaften Adelsgeschlecht derer von Podewils aus Hinterpommern. Er war Sohn des preußischen Obersten und Kommandanten der Zitadelle Friedrichsburg, Peter Ernst von Podewils (* 1690; † 28. November 1755) und dessen Ehefrau Margarete Marie, geborene von Manteuffel.
Der Familientradition entsprechend, schlug Podewils die militärische Laufbahn ein. 1738 wurde er Estandartenjunker beim Regiment „Gens d’armes“ Nr. 10. Nachdem er am 4. Mai 1744 Kornett bei der Garde du Corps geworden war, wurde er am 2. August 1744 zum Leutnant befördert. Während des Feldzugs von 1744/45 nahm er an den Schlachten von Hohenfriedberg und Soor teil. Am 22. September 1755 wurde Podewils Rittmeister und Eskadronchef beim Husarenregiment „Wartenberg“ Nr. 3.
Während des Siebenjährigen Kriegs 1756/63 nahm er an den Schlachten von Prag, Kolin und Kunersdorf teil, wurde verwundet und erhielt den Orden Pour le Mérite. Am 2. März 1757 wurde er zum Major ernannt. Am 17. Februar 1759 trat er in das Dragonerregiment „von Schorlemer“ Nr. 6 ein. Am 9. April 1760 wurde er Oberstleutnant. Am 13. Juni 1762 wurde er Kommandeur des Dragonerregiments „von Meyer“ Nr. 6, und am 1. September 1764 erfolgte die Ernennung zum Oberst. Am 11. Juni 1769 wurde er Chef des Kürassierregiments „von Bredow“ Nr. 9. Am 7. September 1769 wurde er zum Generalmajor befördert. Er nahm am Feldzug von 1778/79 teil.
Er war Herr auf Glötzin (1755 auf dem väterlichen Anteil, 1767 ganz), Battin (1776) und Crampe (1776). Glötzin hat er 1780 zusammen mit Battin, Crampe und Klein Reichow an seinen Gattin abgetreten. Diese wiederum verkaufte letzteres am 21. Januar 1782 an ihren Schwiegersohn Karl Ernst August von der Groeben.

## Familie
Podewils war mit Eleonore Antonie Josepha Karoline von Woisky († vor 5. März 1788), verwitwete von Spiller verheiratet. Aus der Ehe gingen zwei Söhne und sieben Töchter hervor. Darunter:
- Wilhelmine Antoinette Josephine (1757–1834) ⚭ Otto Bogislaff von Kleist (1744–1818), preußischer Major, pommerscher Landrat und Erbherr auf Dubberow
- Dorothea Sophie Auguste (1761–1785)
 ⚭ I. (geschieden 1781) Karl Erdmann von Reitzenstein (1722–1789), preußischer Generalmajor und Chef des Dragonerregiments Nr. 12
 ⚭ II. 1781 Karl Ernst August von der Groeben (1750–1809), preußischer Generalmajor
- Sophie Karoline Albertine Antonie (* 1763) ⚭ Johann Wenzel von Dreßler, preußischer Kapitän im Infanterieregiment Nr. 42
- Johanna Amalie Caroline Eleonore (* 11. Juli 1765) ⚭ 1798 Johann Heinrich von Bülow, preußischer Leutnant im Kürassierregiment Nr. 9
- Friederike Sophie Antonie (1769–1843) ⚭ 1794 Karl Wilhelm von Sydow (1749–1837), preußischer Major im Kürassierregiment Nr. 9